# State of Euphoria
State of Euphoria — четвертий студійний альбом американського треш-метал-гурту Anthrax. Він був випущений 19 вересня 1988 року на лейблах Megaforce/Island Records.

## Про альбом
State of Euphoria був створений Anthrax і Марком Додсоном за підтримки Алекса Періаласа. Гітарист Скотт Ян заявив, що група найняла Додсона для продюсування цього альбому через його роботу з Judas Priest і Metal Church. Альбом досяг 30 місця в чарті Billboard 200 наприкінці 1988 року та отримав золотий сертифікат RIAA 8 лютого 1989 року. Пісні «Who Cares Wins» (присвячена тяжкому становищу бездомних), і «Antisocial» (кавер на пісню французького гурту Trust) були випущені як сингли з супровідними музичними відео.
Пісня «Misery Loves Company» заснована на романі Стівена Кінга «Мізері», тоді як «Now It's Dark» була натхненна фільмом Девіда Лінча «Синій оксамит», зокрема поведінкою соціопата Френка Бута, якого зіграв Денніс Гоппер. Пісня «Make Me Laugh» критикує Джима і Теммі Фей Беккерів та телевангелізм загалом, яке було популярною мішенню треш-метал-гуртів того періоду. Більшу частину музики альбому написав барабанщик Чарлі Бенанте, а слова - ритм-гітарист Скотт Ян. На задній обкладинці альбому міститься пародійне зображення гурту, намальоване Мортом Друкером, карикатуристом, найбільш відомим своїми роботами в журналі Mad.

## Треклист
Автор музики і слів Anthrax, окрім «Antisocial» Берні Бонвуазена та Норберта Кріфа. 
| Перша сторона | Перша сторона                     | Перша сторона |
| #             | Назва                             | Тривалість    |
| ------------- | --------------------------------- | ------------- |
| 1.            | «Be All, End All»                 | 6:22          |
| 2.            | «Out of Sight, Out of Mind»       | 5:13          |
| 3.            | «Make Me Laugh»                   | 5:41          |
| 4.            | «Antisocial» (кавер-версія Trust) | 4:27          |
| 5.            | «Who Cares Wins»                  | 7:35          |

| Друга сторона | Друга сторона          | Друга сторона |
| #             | Назва                  | Тривалість    |
| ------------- | ---------------------- | ------------- |
| 6.            | «Now It's Dark»        | 5:34          |
| 7.            | «Schism»               | 5:27          |
| 8.            | «Misery Loves Company» | 5:40          |
| 9.            | «13»                   | 0:49          |
| 10.           | «Fīnalē»               | 5:47          |
| 52:47         |                        |               |

## Учасники запису
Учасники гурту
- Джої Беладонна – головний вокал
- Ден Шпіц – соло-гітара, бек-вокал
- Скотт Ян – ритм-гітара, бек-вокал
- Френк Белло – бас, бек-вокал
- Чарлі Бенанте – ударні

Додаткові музиканти
- Керол Фрідман – віолончель

Виробництво
- Anthrax і Марк Додсон – продюсування
- Алекс Періалас — звукоінженер, асоційоване продюсування
- Бріджит Дейлі, Пол Спек – помічники звукоінженера
- Джон Зазула та Марша Зазула – виконавчі продюсери
- Дон Бротігам, Морт Друкер – обкладинка
- Джин Амбо – фотографія

## Сертифікації
| Регіон                                             | Сертифікація | Продажі  |
| -------------------------------------------------- | ------------ | -------- |
| Канада (Music Canada)                              | Золотий      | 50 000^  |
| Велика Британія (BPI)                              | Срібний      | 60 000^  |
| США (RIAA)                                         | Золотий      | 500 000^ |
| ^відвантаження, що базуються лише на сертифікаціях |              |          |